# Wayne Stetina
Wayne Stetina (né le 4 décembre 1953 à Cleveland) est un coureur cycliste américain. Actif pendant les années 1970 et 1980, il a été trois fois champion des États-Unis sur route amateur (1976, 1977, 1985) et champion des États-Unis du contre-la-montre en 1975. Il a participé au contre-la-montre par équipes des Jeux olympiques de 1972 et 1976. Son frère Dale a été cyclisme professionnel pendant les années 1980 et son neveu Peter l'est de 2010 à 2019.
Il est intronisé au Temple de la renommée du cyclisme américain en 1999.

## Palmarès
- 1972
  - 2e du championnat des États-Unis sur route amateur
- 1975
  -  Champion des États-Unis du contre-la-montre
  - Classement général de la Fitchburg Longsjo Classic
- 1976
  -  Champion des États-Unis sur route amateur
- 1977
  -  Champion des États-Unis sur route amateur
  - Classement général de la Fitchburg Longsjo Classic
  - Classement général de la Red Zinger Bicycle Classic
- 1978
  - Classement général de la Fitchburg Longsjo Classic
  - 2e de la Cat's Hill Classic
  - 3e de la Red Zinger Bicycle Classic
- 1979
  - 3e de la Red Zinger Bicycle Classic
  - 4e de la course en ligne des Jeux panaméricains
- 1980
  - 2e du championnat des États-Unis sur route amateur
  - 3e du championnat des États-Unis contre-la-montre
- 1981
  - Tour de Somerville
  - 2e du championnat des États-Unis contre-la-montre
  - 3e de la Nevada City Classic
- 1985
  -  Champion des États-Unis sur route amateur
- 1986
  - Manhattan Beach Grand Prix